# Onkel Buck
Onkel Buck er en amerikansk komediefilm fra 1989 instrueret og skrevet af John Hughes med John Candy i hovedrollen som onkel Buck der skal passe sin brors tre børn.